# Coupe de France de football 1961-1962
 (janvier 2018).
Si vous disposez d'ouvrages ou d'articles de référence ou si vous connaissez des sites web de qualité traitant du thème abordé ici, merci de compléter l'article en donnant les références utiles à sa vérifiabilité et en les liant à la section « Notes et références ».
Navigation
Coupe de France 1960-1961 Coupe de France 1962-1963
L'édition 1961-1962 de la Coupe de France est la 45e édition de la Coupe de France de football. Celle-ci est remportée par l'AS Saint-Étienne.
C'est la toute première Coupe de France remportée par les Verts.

## Trente-deuxièmes de finale
| Division        | Club                     | Score      | Club                            | Division        |
| --------------- | ------------------------ | ---------- | ------------------------------- | --------------- |
| Division 1 (D1) | Angers SCO               | 4 - 1      | FC Nantes                       | Division 2 (D2) |
| Division 1 (D1) | FC Nancy                 | 2 - 1      | US Faucigny                     | DH (D4)         |
| Division 1 (D1) | Nîmes Olympique          | 4 - 0      | AC Arles                        | DH (D4)         |
| Division 1 (D1) | RC Paris                 | 3 - 1      | Stade rennais UC                | Division 1 (D1) |
| Division 1 (D1) | Stade français FC        | 3 - 0      | Le Havre AC                     | Division 1 (D1) |
| Division 1 (D1) | Stade de Reims           | 5 - 0      | US Auchel                       | CFA (D3)        |
| Division 2 (D2) | CO Roubaix-Tourcoing     | 5 - 0      | RC Arras                        | DH (D4)         |
| Division 1 (D1) | FC Rouen                 | 1 - 1 a.p. | US Valenciennes-Anzin           | Division 2 (D2) |
| Division 1 (D1) | AS Saint-Étienne         | 3 - 1      | US Le Mans                      | CFA (D3)        |
| Division 1 (D1) | UA Sedan-Torcy           | 5 - 1      | US Blanzy-Montceau-les-Mines    | CFA (D3)        |
| CFA (D3)        | Stade saint-germanois    | 1 - 0      | US Nœux-les-Mines               |                 |
| Division 1 (D1) | FC Sochaux-Montbéliard   | 2 - 0      | SO Merlebach                    | DH (D4)         |
| Division 2 (D2) | SC Toulon                | 3 - 0      | ES Port-Saint-Louis-du-Rhône    | CFA (D3)        |
| Division 1 (D1) | Toulouse FC              | 6 - 0      | US Le Vésinet                   | PH (D5)         |
| Division 2 (D2) | AS Troyes-Savinienne     | 1 - 0      | RC Strasbourg                   | Division 1 (D1) |
| CFA (D3)        | CA Montreuil             | 3 - 2      | AS Hautmont                     | DH (D4)         |
| Division 1 (D1) | SO Montpellier           | 2 - 0      | AS Brignoles                    | DH (D4)         |
| CFA (D3)        | AS Aulnoye               | 1 - 0      | RS Champigny-sur-Marne-Coeuilly | DH (D4)         |
| CFA (D3)        | ASP Belfort              | 1 - 0      | USB Longwy                      | PH (D5)         |
| Division 2 (D2) | AS Béziers               | 2 - 2 a.p. | GFC Ajaccio                     | CFA (D3)        |
| Division 2 (D2) | FC Girondins de Bordeaux | 1 - 0      | AS Orléans                      | CFA (D3)        |
| CFA (D3)        | Stade brestois           | 2 - 1      | Red Star OA                     | Division 2 (D2) |
| CFA (D3)        | ESA Brive-la-Gaillarde   | 2 - 0      | Limoges FC                      | Division 2 (D2) |
| Division 2 (D2) | US Boulogne-sur-Mer      | 4 - 1      | Amiens SC                       | DH (D4)         |
| CFA (D3)        | LB Châteauroux           | 2 - 2 a.p. | AS Moulins                      | DH (D4)         |
| Division 2 (D2) | FC Grenoble              | 3 - 1 a.p. | Lille OSC                       | Division 2 (D2) |
| Division 1 (D1) | AS Monaco FC             | 2 - 0      | OGC Nice                        | Division 1 (D1) |
| Division 1 (D1) | FC Metz                  | 2 - 1      | FC Mulhouse 1893                | CFA (D3)        |
| Division 2 (D2) | Olympique de Marseille   | 4 - 0      | Indépendante Pont-Saint-Esprit  | DH (D4)         |
| Division 1 (D1) | Olympique lyonnais       | 3 - 2      | US Revel                        | CFA (D3)        |
| Division 1 (D1) | RC Lens                  | 5 - 0      | AS Cherbourg                    | Division 2 (D2) |
| CFA (D3)        | La Voulte Sportif        | 1 - 1 a.p. | AS Aix-en-Provence              | Division 2 (D2) |

### Matches rejoués
| Division        | Club              | Score      | Club                  | Division        |
| --------------- | ----------------- | ---------- | --------------------- | --------------- |
| Division 1 (D1) | FC Rouen          | 3 - 2      | US Valenciennes-Anzin | Division 2 (D2) |
| Division 2 (D2) | AS Béziers        | 2 - 2 a.p. | GFC Ajaccio           | CFA (D3)        |
| Division 2 (D2) | AS Béziers        | 3 - 2      | GFC Ajaccio           | CFA (D3)        |
| CFA (D3)        | LB Châteauroux    | 2 - 1      | AS Moulins            | DH (D4)         |
| CFA (D3)        | La Voulte Sportif | 2 - 2 a.p. | AS Aix-en-Provence    | Division 2 (D2) |
| CFA (D3)        | La Voulte Sportif | 1 - 0      | AS Aix-en-Provence    | Division 2 (D2) |

## Seizièmes de finale
| Division        | Club                   | Score      | Club                     | Division        |
| --------------- | ---------------------- | ---------- | ------------------------ | --------------- |
| Division 1 (D1) | Stade de Reims         | 3 - 0      | Stade saint-germanois    | CFA (D3)        |
| Division 1 (D1) | Angers SCO             | 3 - 2 a.p. | SO Montpellier           | Division 1 (D1) |
| Division 2 (D2) | AS Troyes-Savinienne   | 2 - 0      | RC Paris                 | Division 1 (D1) |
| Division 2 (D2) | SC Toulon              | 0 - 0 a.p. | US Boulogne-sur-Mer      | Division 2 (D2) |
| Division 1 (D1) | FC Sochaux-Montbéliard | 2 - 0      | CA Montreuil             | CFA (D3)        |
| Division 1 (D1) | UA Sedan-Torcy         | 3 - 2 a.p. | CO Roubaix-Tourcoing     | Division 2 (D2) |
| Division 1 (D1) | AS Saint-Étienne       | 1 - 0      | Toulouse FC              | Division 1 (D1) |
| Division 1 (D1) | Stade français FC      | 2 - 2 a.p. | Nîmes Olympique          | Division 1 (D1) |
| Division 1 (D1) | FC Nancy               | 2 - 1      | La Voulte Sportif        | CFA (D3)        |
| Division 1 (D1) | AS Monaco FC           | 4 - 0      | Stade brestois           | CFA (D3)        |
| Division 2 (D2) | AS Béziers             | 1 - 0 a.p. | Olympique lyonnais       | Division 1 (D1) |
| CFA (D3)        | ESA Brive-la-Gaillarde | 1 - 0      | FC Girondins de Bordeaux | Division 2 (D2) |
| Division 2 (D2) | FC Grenoble            | 3 - 1      | AS Aulnoye               | CFA (D3)        |
| Division 1 (D1) | RC Lens                | 8 - 0      | LB Châteauroux           | CFA (D3)        |
| Division 2 (D2) | Olympique de Marseille | 0 - 0 a.p. | ASP Belfort              | CFA (D3)        |
| Division 1 (D1) | FC Metz                | 1 - 0      | FC Rouen                 | Division 1 (D1) |

### Matches rejoués
| Division        | Club                   | Score      | Club                | Division        |
| --------------- | ---------------------- | ---------- | ------------------- | --------------- |
| Division 2 (D2) | SC Toulon              | 2 - 1 a.p. | US Boulogne-sur-Mer | Division 2 (D2) |
| Division 1 (D1) | Stade français FC      | 2 - 0      | Nîmes Olympique     | Division 1 (D1) |
| Division 2 (D2) | Olympique de Marseille | 3 - 1      | ASP Belfort         | CFA (D3)        |

## Huitièmes de finale
| Division        | Club                   | Score      | Club                   | Division        |
| --------------- | ---------------------- | ---------- | ---------------------- | --------------- |
| Division 1 (D1) | Angers SCO             | 2 - 2 a.p. | SC Toulon              | Division 2 (D2) |
| Division 2 (D2) | AS Béziers             | 1 - 0      | UA Sedan-Torcy         | Division 1 (D1) |
| Division 2 (D2) | Olympique de Marseille | 2 - 1      | FC Grenoble            | Division 2 (D2) |
| Division 1 (D1) | FC Metz                | 2 - 1      | Stade français FC      | Division 1 (D1) |
| Division 1 (D1) | AS Monaco FC           | 3 - 0      | AS Troyes-Savinienne   | Division 2 (D2) |
| Division 1 (D1) | FC Nancy               | 2 - 1      | ESA Brive-la-Gaillarde | CFA (D3)        |
| Division 1 (D1) | Stade de Reims         | 1 - 0      | FC Sochaux-Montbéliard | Division 1 (D1) |
| Division 1 (D1) | AS Saint-Étienne       | 3 - 0      | RC Lens                | Division 1 (D1) |

### Match rejoué
| Division        | Club       | Score      | Club      | Division        |
| --------------- | ---------- | ---------- | --------- | --------------- |
| Division 1 (D1) | Angers SCO | 3 - 1 a.p. | SC Toulon | Division 2 (D2) |

## Quarts de finale
| Division        | Club             | Score | Club                   | Division        |
| --------------- | ---------------- | ----- | ---------------------- | --------------- |
| Division 1 (D1) | Angers SCO       | 1 - 0 | Olympique de Marseille | Division 2 (D2) |
| Division 1 (D1) | FC Metz          | 1 - 0 | AS Monaco FC           | Division 1 (D1) |
| Division 1 (D1) | FC Nancy         | 1 - 0 | Stade de Reims         | Division 1 (D1) |
| Division 1 (D1) | AS Saint-Étienne | 3 - 0 | AS Béziers             | Division 2 (D2) |

## Demi-finale
| Division        | Club             | Score | Club       | Division        |
| --------------- | ---------------- | ----- | ---------- | --------------- |
| Division 1 (D1) | AS Saint-Étienne | 1 - 0 | Angers SCO | Division 1 (D1) |
| Division 1 (D1) | FC Nancy         | 1 - 0 | FC Metz    | Division 1 (D1) |

## Finale
| Entraîneur :    |
| François Wicart |

| Entraîneur :  |
| Mario Zatelli |

| Entraîneur :    |
| François Wicart |

| Entraîneur :  |
| Mario Zatelli |